# 아라키 슈타
아라키 슈타(일본어: 荒木 秀太, 1999년 9월 11일~)는 일본의 축구 선수이다.

## 구단 경력
그는 J1리그의 세레소 오사카에 입단했다. 2017년 J3리그의 세레소 오사카 U-23에서 뛰었다.